# Hermine (héraldique)
Pour les articles homonymes, voir Hermine (homonymie).
Ne doit pas être confondu avec Hermine (meuble héraldique).

D'hermine plain, qui est de Bretagne

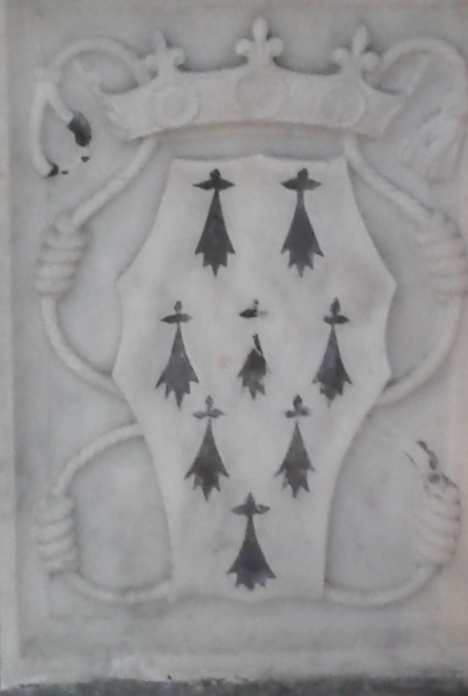
Le tombeau de François II, blason aux armes de Bretagne.

En héraldique, l’hermine est une fourrure, figurée par un champ d’argent, (blanc égale gris argent) semé de mouchetures de sable, (noires).
Parfois, l'hermine désigne abusivement une moucheture seule, représentant la queue de l'hermine.
L'hermine est aussi un meuble, représentation figurative du carnassier.

## Fabrication

Variations dans les formes des mouchetures d'hermines.

Sur chaque animal utilisé pour la confection d’un vêtement, le bout de la queue, toujours noir, était séparé du reste de la fourrure puis placé au milieu de chacune des peaux cousues côte à côte et fixé par trois barrettes ou agrafes disposées en croix. Ce bout de queue, orné de ces trois points de couture, appelé moucheture d'hermines, est devenu, sous forme stylisée, un motif héraldique : moucheter de l'hermine, c'est y coudre de distance en distance de petits morceaux de fourrure noire pour représenter des sortes de petites mouches. Plus généralement, cela correspond à parsemer le vêtement obtenu de petites taches régulières de couleur autre que celle du fond.
La zibeline (ou fausse hermine) est un semis de mouchetures constituées simplement de la petite queue sans les points d'accroche, parsemant la doublure du manteau, le rehaut du bonnet ou de la toque.

## Symbole héraldique
Employé comme fourrure, le motif de l'hermine est stylisé comme une petite croisette haussée, aux branches disjointes et irrégulières, les trois en chef très courtes, voire réduites à des points, le pied souvent patté et terminé par trois pointes. La forme des mouchetures d'hermine varie selon le temps, le lieu et l'artiste qui les représente, sans que cela ait aucune signification autre qu'esthétique.
Le pied est habituellement représenté avec 3 pointes. Il peut également figurer jusqu'à neuf pointes et plus rarement une seule. Cette variété de représentation s'explique par le fait que sur la fourrure véritable la queue d'hermine était brossée, étalant son noir de manière aléatoire sur la pelisse blanche.
Plusieurs caractéristiques (fourrure blanche de l'animal, couleurs héraldiques de sable et d'argent évoquant la mort et la renaissance), accentuées par la forme de croix à racines qu'affectent les mouchetures, en ont fait l'emblème de la pureté baptismale et, par extension, de la pureté morale. D'où son emploi fréquent comme brisure dans les armoiries des nobles voués à la cléricature.
Les trois représentations (fourrure, moucheture seule, meuble) sont devenues des symboles courants dans l’imagerie et l'héraldique en Bretagne (voir armoiries de la Bretagne), depuis leur arrivée par le biais du blason du duc Pierre « le Mauclerc », qui les avait ajoutées aux armes de la maison de Dreux (en référence à sa brève fonction en tant que grand clerc).
Les mouchetures d’hermines sont utilisées seules ou aboutées par les points de la tête. À quatre, elles constituent une croix herminée, à cinq, une étoile herminée.

## Glossaire
- La contre-hermine désigne la fourrure opposée (de sable semé de mouchetures d’argent).

- On nomme herminite un champ d'argent semé de mouchetures de sable tachetées de gueules.

- Le terme herminé a des emplois très différents selon les auteurs (seul l’emploi pour croix herminée est incontesté) ; le terme contre-herminé encore plus (il n’existe même pas pour certains). En fait, l’utilisation de moucheté (anciennement tavelé) ou de semé de mouchetures permet de s’en passer.

- L'héraldique anglaise connaît un "herminois" pour une fourrure d’or moucheté de sable, et un "péan" pour son contraire de sable moucheté d’or. Ces fourrures, rares, sont peu usitées dans les blasons français.

## Galerie

Moucheture d'hermine.
D'hermine plain, qui est de Bretagne.
De contre-hermine plain.
D'herminais plain (ou d'or moucheté de sable).
De péan plain (ou de sable moucheté d'or).
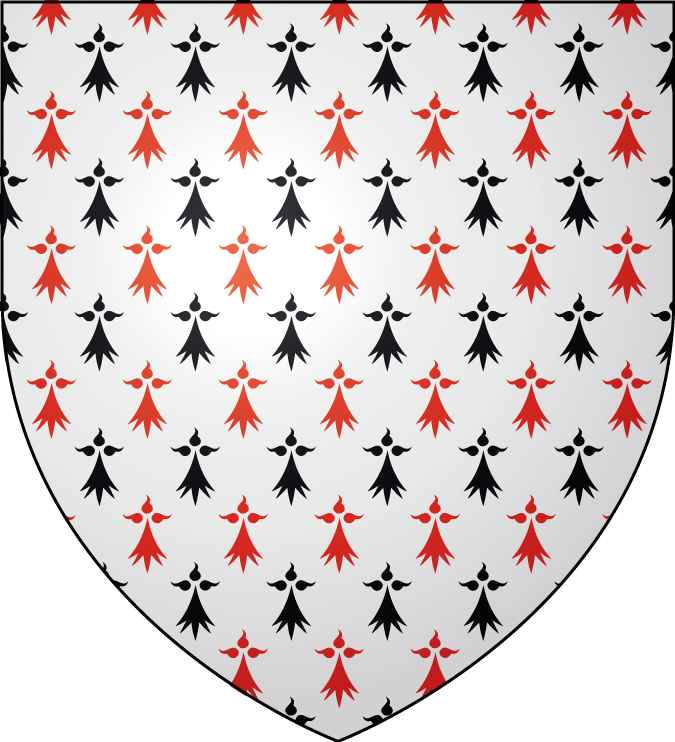
Herminite (moucheté de sable et de gueules).

### Exemples de blasons comportant de l'hermine

Sainte-Hermine (Vendée). Champ d'hermine.
Limousin.. Champ d'hermine.
Vétheuil.. Champ d'hermine.
Saint-Herblain.. Chef d'hermine.
Nantes.. Chef et voiles d'hermine.
Bugey.. Lion d'hermine.
Vannes.. hermine à une écharpe d'hermine.
Anne.. Coupé d'azur et d'hermine.
Paceřice. Oie d'hermine.